# Парламентские выборы в Армении (1990)
Парламентские выборы были проведены в Армении 20 мая 1990 года, последующие голосования  состоялись 3 июня и 15 июля, однако результаты были отменены  в связи с низкой явкой и на 21 июля было 64 вакантных мест. Результатом была победа Коммунистической партии Армении, которая выиграла 136 из 259 мест. Остальные кандидаты были официально независимые, но почти все были членами АОД. В целом явка избирателей была 60,2 %.

## Результаты
| Участник                        | Голосов   | %     | Мест |
| ------------------------------- | --------- | ----- | ---- |
| Коммунистическая партия Армении |           | 52,51 | 136  |
| Независимые                     |           | 22,78 | 59   |
| Вакантно                        |           | 24,71 | 64   |
| Всего                           | 1 286 464 | 100   | 259  |
| Источник: Nohlen и соавт.       |           |       |      |